# AKIARIM
AKIARIM（アキアリム）は、日本のアイドルグループ。

## 概要
漢字表記では「有記有夢」。
由来は「オーディエンスの記憶に有り続けるユニットであり、メンバーも周りも夢の有るユニットにしたいという意味を込めて」。
2020年2月24日結成。激情型ロックアイドルと銘打ち、活動。
2019年12月で活動休止となった“FLOWLIGHT”の新体制として新たに始動したが、新型コロナウイルスによるコロナ禍の影響によりデビューライブは延期。
自粛期間中にはプレデビューと称した定期オンラインライブを2020年5月8日より行い、8月2日のお披露目ライブを経て、10月17日には渋谷Star Loungeにて初のワンマンライブとなる「AKIARIM 1st ONEMAN LIVE -Que sera` sera`->」を開催。
2020年7月4日にはFM FUJIでのレギュラー番組「ALL IS WELL」をスタート。また、音源制作を懸けてスタートしたクラウドファンディングも目標金額を大幅超過でクリアし、1stミニアルバム「Action!」のリリースが決定。
10月28日、1stミニアルバム「Action!」リリース。
1月末から開催予定だった東名阪ツアーは延期、現在の予定は3月7日東京を初日として、4月名古屋、5月大阪、6月24日最終日に渋谷TSUTAYA O-WESTでバンドセットワンマンライブ。(延期の都合で大阪が最終日)
2022年1月には初の主催フェスとなる「ARIM FES」を開催。

## メンバー
詳しくは各メンバーの個人wikiへ。
2021年3月3日、新メンバー加入に伴い担当カラーが決まった。
| 名前             | 加入期               | 備考                                                              | 担当カラー |
| ---------------- | -------------------- | ----------------------------------------------------------------- | ---------- |
| kotono（ことの） | 初期 (2020年2月24日) | 個人名は佐藤琴乃（さとう ことの） 元FLOWLIGHT所属                 | 赤         |
| Reina（れいな）  | 初期 (2020年2月24日) | 個人名は琴石玲菜（こといし れいな） 元終演後物販卍所属            | 黄色       |
| Ruka（るか）     | 初期 (2020年2月24日) | 個人名は早坂瑠花（はやさか るか） 元Gacharic Spinサポートダンサー | 緑         |
| Nanae （ななえ） | 2022年11月1日加入    |                                                                   | オレンジ   |
| Risa （りさ）    | 2022年11月1日加入    |                                                                   | 紫         |

### 過去のメンバー
| 名前              | 加入期                | 備考                                                               | 担当カラー |
| ----------------- | --------------------- | ------------------------------------------------------------------ | ---------- |
| mee （みー）      | 初期(2020年2月24日)   | reamleep（リームリープ）の名前でソロシンガーとしても活動をしている | 水色       |
| Chinatsu (ちなつ) | 2021年3月3日 加入発表 | 個人名は鈴木千夏（すずき ちなつ） 元eyes所属                       | 紫         |
| Saya (さや)       | 2021年3月3日 加入発表 | 個人名は山口紗弥（やまぐち さや） 元Pimm's所属                     | オレンジ   |

## 作品

### 公開済み楽曲
（1～19の曲はFLOWLIGHTから引き継いだ曲。）
| No | タイトル                      | 備考 |
| -- | ----------------------------- | --- |
| 1  | beginning                     | 後述のミニアルバム「Action!」に収録 公式youtubeにてMV公開中 公式youtubeにてFLOWLIGHTのMVとして公開中                        |
| 2  | Help me!!                     | |
| 3  | 自画自賛歌                    | 公式youtubeにてFLOWLIGHTのMVとして公開中                                                                                    |
| 4  | 春夏秋冬                      | FLのkotono振り付け 公式youtubeにてFLOWLIGHTのMVとして公開中                                                                 |
| 5  | 十代白書                      | FLのkotono振り付け 公式youtubeにてFLOWLIGHTのMVとして公開中                                                                 |
| 6  | Mr Darling                    | |
| 7  | 北風と太陽                    | |
| 8  | キミとボクのためのAnti-thesis | |
| 9  | HEART BEAT                    | FLのkotono振り付け |
| 10 | きれいになりたい              | FLのkotono振り付け |
| 11 | LOG IN                        | FLのkotono振り付け |
| 12 | 合縁奇縁                      | 2020年kotono生誕ライブでのみ披露 音源化の予定無し。                                                                         |
| 13 | STARLIGHT                     | |
| 14 | バタフライ                    | |
| 15 | FLOWER                        | 公式youtubeにてFLOWLIGHTのMVとして公開中                                                                                    |
| 16 | エッフェル                    | |
| 17 | ミライト                      | |
| 18 | Good morning , 人生           | 後述のミニアルバム「Action!」に収録                                                                                         |
| 19 | NO ANSWER                     | 後述のミニアルバム「Action!」に収録 公式youtubeにてMV公開中                                                                 |
| 20 | アリム                        | AKIARIMとして初のオリジナル曲 後述のミニアルバム「Action!」に収録 公式youtubeにてMV公開中 公式youtubeにてMV(Inst Ver)公開中 |
| 21 | One                           | 後述のミニアルバム「Action!」に収録 公式youtubeにてMV公開中 Reina振り付け                                                   |
| 22 | 全部抱きしめるよ              | |
| 23 | Dreamin'                      | (BOØWYカバー) Reina振り付け                                                                                                 |
| 24 | 向かい風ファンファーレ        | kotono振り付け |
| 25 | カウンターアクション          | Reina振り付け 楽曲提供：坂上庸介                                                                                            |
| 26 | NEXTORY                       | Ruka作詞、kotono振り付け |
| 27 | ALL IS WELL                   | mee作詞、Reina振り付け |
| 28 | ガムシャラカーテンコール      | kotono,Reina振り付け 3月7日ツアー初日ワンマンで初披露                                                                       |
| 29 | イキって生きろ！              | Reina振り付け 6月24日バンドセットワンマンで初披露                                                                           |
| 30 | ALIVE                         | 6月24日バンドセットワンマン(アンコール)で初披露                                                                             |
| 31 | DNA                           | 2月24日バンドセット2ndワンマンライブで初披露 Chinatsu作詞 Saya,Reina振り付け                                                |
| 32 | 日常GRAPHIC                   | 2月24日バンドセット2ndワンマンライブで初披露 有馬えみり作詞                                                                 |
| 33 | Hold on!!!!!                  | 未発表 Sae Yamamoto作詞 萬福裕貴作曲&編曲                                                                                   |

### アルバム
| No | 発売日                      | タイトル    | 品番      |
| -- | --------------------------- | ----------- | --------- |
| 1  | 2020年10月28日（水）        | Action!     | SBYS-0018 |
| 2  | 2022年6月29日（水）（予定） | All is well | SBYS-0025 |

### 配信
| No | 配信日         | タイトル             | ジャケット写真    |                     |
| -- | -------------- | -------------------- | ----------------- | ------------------- |
| 1  | 2021年4月29日  | NEXTORY              | Ruka              |                     |
| 2  | 2021年5月29日  | カウンターアクション | Reina             |                     |
| 3  | 2021年6月25日  | イキって生きろ！     | Saya              |                     |
| 4  | 2021年7月21日  | 全部抱きしめるよ     | Chinatsu          |                     |
| 5  | 2021年12月25日 | ミライト             | kotono            | meeが休みの為5人Ver |
| 6  | 2021年12月28日 | 自画自賛歌           | 5人（つなぎ衣装） | meeが休みの為5人Ver |

※8月からmeeが休養中のためリリース延期中

### 写真集
- 「ALL IS WELL」（2020年製作。掲載されているのは初期の4人のみ。）

## 活動
デビューとコロナが重なったため、2020年は3月から定期配信ライブ（2020年12月25日の配信で定期は終了している、以降は不定期に開催）を行いつつ、8月のデビューライブからは動員ライブも多数行っている。（2021年2月現在）
2020年12月12日・13日には大阪遠征も行った。
2021年1月末から1st東名阪ツアーを開催予定も延期、3月以降に振り替え公演開始。
新メンバー2名が2021年3月3日加入発表、同月7日の渋谷TSUTAYA O-WESTでのワンマンライブ（アンコール）から参加。
2021年4月から半年間、毎月配信リリース予定。
2021年5月29日の対バンライブにて、有観客ライブ通算100回を超えた。
2021年7月から(ほぼ)毎週火曜日無料定期公演を予定。
2021年8月はコロナ都合でライブ自粛。
2021年9月から有人ライブを徐々に再開、無料定期ライブの代わりにオンラインライブを行った。
2022年1月、初の主催フェスとなる「ARIM FES」開催。
2022年2月24日、渋谷TSUTAYA O-WESTにて2周年ワンマンライブ「MOST EMOTION GIG」を開催。
6月29日フルアルバム「ALLISWELL」リリース予定。
A×M×Pツアーの大阪・名古屋が中止になった為、7月に再開催予定。
8月にアルバムリリースツアー～ALLISWELL～開催予定。20日大阪の福島、21日愛知の名古屋、31日東京・恵比寿LIQUIDROOM。

### 単独公演

#### 2020年
- AKIARIM 1st ONEMAN LIVE -Que sera` sera`-　（10月17日、渋谷Star Lounge）
- Rukaバースデーライブ　-19歳、まだオトナになりたくない！-（11月1日、渋谷GARRET）
- kotonoバーズデーライブ -21歳、あばばばばーすで～-（11月29日、渋谷GARRET）

#### 2021年
- AKIARIM 1st ANNIVERSARY TOUR[MOST EMOTION GIGS](3月7日夜、渋谷TSUTAYA O-WEST)
- AKIARIM 1st ANNIVERSARY TOUR[MOST EMOTION GIGS](4月3日夜、名古屋CLUB UPSET、ゲスト：激情リフレイン)
- Sayaバースデーライブ - 進化！Lv21 -（4月10日昼、渋谷GARRET）
- meeバースデーライブ -this is mee-（4月10日夜、渋谷GARRET）
- Reinaバースデーライブ -4度目の正直-（5月15日夜、渋谷GARRET）
- AKIARIM 1st ANNIVERSARY TOUR[MOST EMOTION GIGS](6月24日夜、渋谷TSUTAYA O-WEST)
- AKIARIM 1st ANNIVERSARY TOUR[MOST EMOTION GIGS](5月16日8月1日、大阪Club JANUS)
- Chinatsuバースデーライブ -Sirius-（8月15日9月18日夜、渋谷GARRET）
- Rukaバースデーライブ -さよなら、ジュウダイの私。-（10月31日夜、渋谷GARRET）
- kotonoバースデーライブ --予定

### 主催公演
(ゲストは順不同で記載)

#### 2020年
- AKIARIM presents 「Chain with music vol.1」（9月21日、渋谷GARRET、ゲスト：クロスノエシス）
- AKIARIM presents 「Chain with music vol.2」（10月3日昼、渋谷GARRET、ゲスト：Zsasz）
- AKIARIM presents 「Chain with music vol.3」（10月3日夜、渋谷GARRET、ゲスト：MERRY BAD END）
- AKIARIM presents 「Chain with music vol.4」（11月1日昼、渋谷GARRET、ゲスト：黒は着ない）
- AKIARIM presents 「Chain with music vol.5」（11月29日昼、渋谷GARRET、ゲスト：SOMOSOMO）
- AKIARIM presents 「Chain with music vol.6」（12月2７日昼、渋谷GARRET、ゲスト：アイオケ）

#### 2021年
- AKIARIM presents Chain with music vol.7（1月16日、渋谷GARRET、ゲスト：CANDY GO!GO!）
- AKIARIM presents Chain with music vol.8（2月13日昼、渋谷GARRET、ゲスト：TENRIN）
- AKIARIM presents Chain with music vol.9（2月13日夜、渋谷GARRET、ゲスト：プラスワン）
- AKIARIM presents Chain with music SP（3月7日昼、渋谷TSUTAYA O-WEST、ゲスト：プラスワン、SOMOSOMO、Zsasz、THE ORCHESTRA TOKYO)
- AKIARIM presents Chain with music vol.10（5月15日昼、渋谷GARRET、ゲスト：SHOCKiNG EGO）
- AKIARIM presents Chain with music vol.11(6月6日昼、渋谷GARRET、ゲスト：MERRY BAD END)
- AKIARIM presents Chain with music vol.12(6月6日夜、渋谷GARRET、ゲスト：MAD JAMIE)
- AKIARIM FREE GIG【Good Feeling vol.1】(7月6日夜、渋谷star lounge、ゲスト: CUPIDOLIC、MANACLE、81moment)
- AKIARIM FREE GIG【Good Feeling vol.2】(7月13日夜、渋谷GARRET、ゲスト: YUENI、NANONI)
- AKIARIM presents Chain with music vol.13(7月17日昼、渋谷GARRET、ゲスト：POPPING EMO)
- AKIARIM presents Chain with music vol.14(7月17日夜、渋谷GARRET、ゲスト：会心ノ一撃)
- AKIARIM FREE GIG【Good Feeling vol.3】(7月20日夜、渋谷CLUB CRAWL、ゲスト: 覚醒のアドット、XPLACE、Aphrodite)
- AKIARIM FREE GIG【Good Feeling vol.4】(7月27日夜、渋谷CLUB CRAWL、ゲスト: POPPING EMO、CHERRY GIRLS PROJECT、Aphrodite)
- AKIARIM FREE GIG【Good Feeling vol.5】(10月5日夜、恵比寿CreAto、ゲストcom、覚醒のアドット、SHIKASHI）
- AKIARIM FREE GIG【Good Feeling vol.6】(10月12日夜、渋谷Starlounge、ゲスト：奇天烈ノンフィクション、NANONI、アイオケ）
- AKIARIM FREE GIG【Good Feeling vol.7】(10月19日夜、渋谷GARRET udagawa、ゲスト：YUENI、モノクロテレビジョン、15GERM）
- AKIARIM FREE GIG【Good Feeling vol.8】(10月26日夜、渋谷CHELSEA HOTEL、ゲスト：SHOCKiNG EGO、カイジューバイミー、SOMOSOMO）
- AKIARIM presents Chain with music vol.15(10月31日昼、渋谷GARRET udagawa、ゲスト：Dan te Lion）
- AKIARIM FREE GIG【Good Feeling vol.9】(11月2日夜、渋谷CLUB CRAWL、ゲスト：バグ MEME、奇天烈ノンフィクション、81moment）

#### 2022年
- Arimfes（1月9日渋谷GARRET・CYCLONE・Star Lounge・CHELSEA HOTEL・Milkyway）

### 配信公演

#### 2020年
- AKIARIM ONLINE LIVE -Prologue vol.1-（5月8日、プレデビュー）
- AKIARIM ONLINE LIVE -PROLOGUE VOL.2-REINA BIRTHDAY EVE- （5月14日）
- AKIARIM ONLINE LIVE -PROLOGUE VOL.3-（5月27日）
- AKIARIM ONLINE LIVE -PROLOGUE VOL.4-（6月12日）
- AKIARIM ONLINE LIVE -PROLOGUE VOL.5-（6月26日）
- AKIARIM ONLINE LIVE -PROLOGUE VOL.6-（7月10日）
- AKIARIM ONLINE LIVE -PROLOGUE VOL.7-（7月24日）
- AKIARIM ONLINE LIVE -PROLOGUE VOL.8-（8月7日）
- AKIARIM ONLINE LIVE -PROLOGUE VOL.9-（8月21日）
- AKIARIM ONLINE LIVE -A MUSIC LABO VOL.1-（9月11日）
- AKIARIM ONLINE LIVE -A MUSIC LABO VOL.2-（9月25日）
- AKIARIM ONLINE LIVE -A MUSIC LABO VOL.3-（10月9日）
- AKIARIM ONLINE LIVE -A MUSIC LABO VOL.4-（10月23日）
- AKIARIM ONLINE LIVE -A MUSIC LABO VOL.5-（11月13日）
- AKIARIM ONLINE LIVE -A MUSIC LABO VOL.6-（11月27日）
- AKIARIM ONLINE LIVE -A MUSIC LABO VOL.7-（12月11日）
- AKIARIM ONLINE LIVE -A MUSIC LABO VOL.8-（12月25日）（定期配信ラストライブ）

#### 2021年
- AKIARIM ONLINE LIVE -A MUSIC LABO VOL.9-（1月16日）
- FREE ONLINE LIVE【ZEST FOR LIVING-Uber Song-（2月16日、ゲスト：SHIKASHI、YUENI）
- AKIARIM ONLINE LIVE -A MUSIC LABO VOL.10-（3月18日）
- ＜6月24日ワンマンライブ＞の特別配信(7月4日)
- AKIARIM ONLINE LIVE -A MUSIC LABO VOL.11-（9月7日）
- AKIARIM ONLINE LIVE -A MUSIC LABO VOL.12-（9月14日）
- AKIARIM ONLINE LIVE -A MUSIC LABO VOL.13-（9月21日）
- AKIARIM ONLINE LIVE -A MUSIC LABO VOL.14-（9月28日）

### テレビ
- [MUSIC B.B.内-B.B.PLAYLIST-]　楽曲「One」（11月2週間、放送日は各局により変動、#1128回　#1129回）
- パワープレイ[ 「One」 MusicVideo ]（2020年12月、TBS）(『開運音楽堂』内のコーナー）

### ラジオ
- [AKIARIM の ALL IS WELL] (2020年7月4日 - 、FM FUJI)
- 週間パワープレイSOUNDLEAF　楽曲「One」（2020年10月26日 - 11月1日、FM FUJI）